# Alexander Mattschull

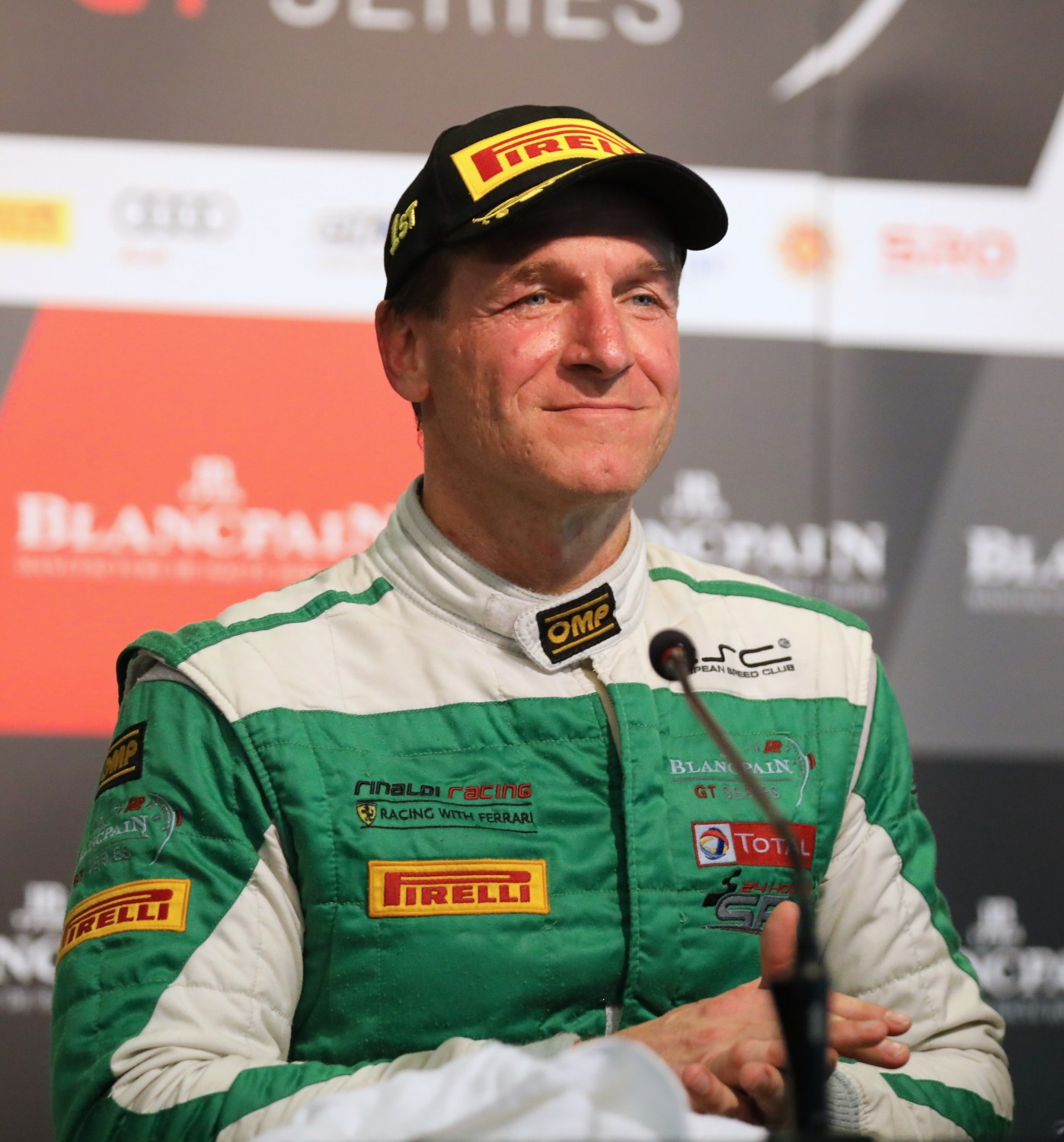
Alexander Mattschull

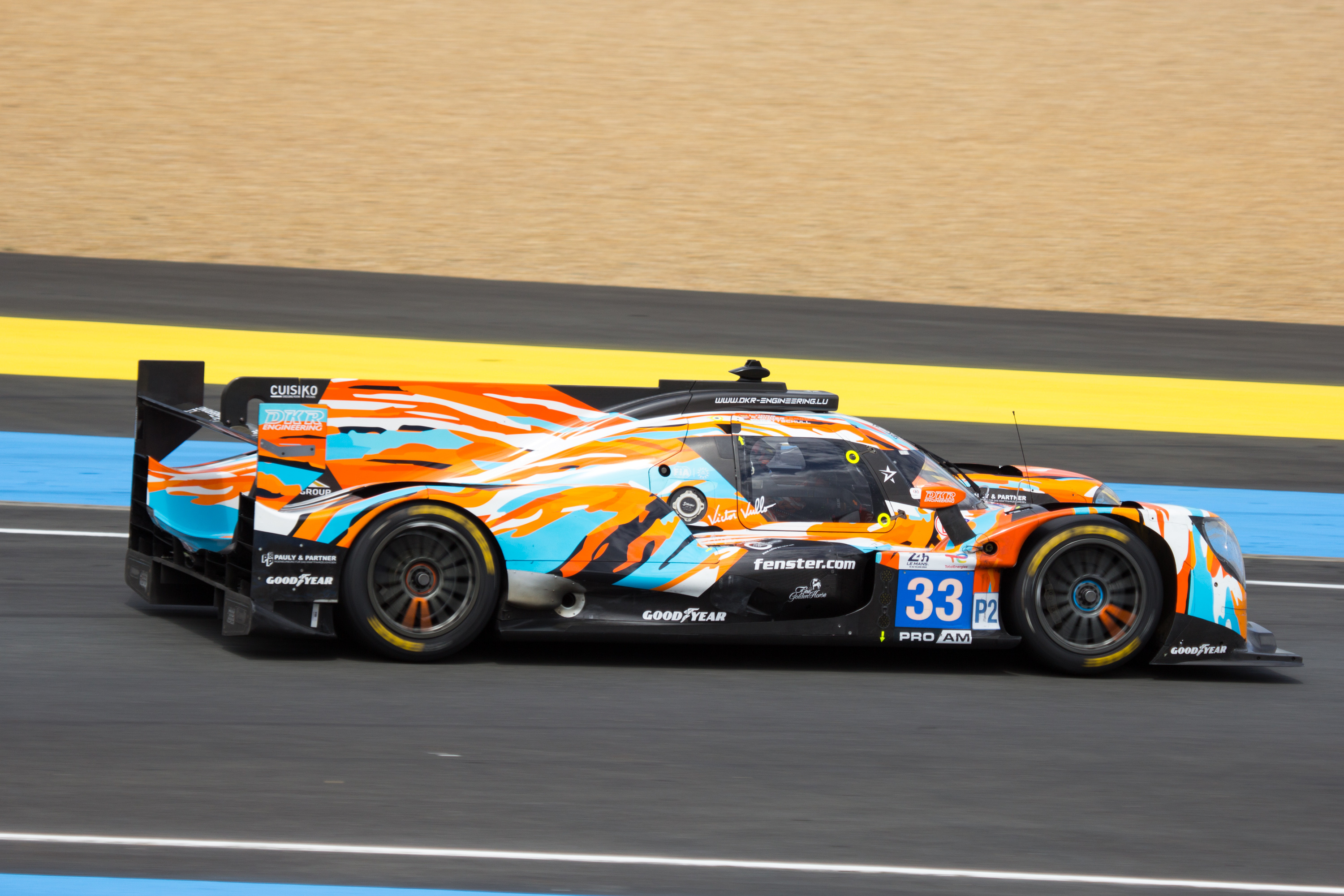
Der von Alexander Mattschull beim 24-Stunden-Rennen von Le Mans 2024 gefahrene Oreca 07

Alexander Mattschull (* 2. März 1972) ist ein deutscher Manager und Automobilrennfahrer. Er ist der Sohn des ehemaligen Rennfahrers Arnold Mattschull.

## Karriere als Rennfahrer
Alexander Mattschull startete 1991 in der deutschen Formel Ford 1600 mit einem Reynard-Rennwagen.
Von 1993 bis 1995 trat er im Porsche Carrera Cup Deutschland an. Sein bestes Ergebnis in diesem Markenpokal, einen siebten Platz in der Saisonwertung, erzielte er 1993 mit dem Team Mühlbauer Motorsport. Parallel fuhr er 1993 auch im Porsche Supercup.
Zusammen mit seinem Vater Arnold Mattschull trat er mit einem Porsche 964 Carrera RSR 3.8 beim 4-Stunden-Rennen von Paul Ricard 1994 in der BPR (Global Endurance GT Championship) an. Das Rennen beendeten beide mit einem neunten Rang und dem GT4-Klassensieg.
Nach einer längeren Pause wechselte Mattschull zu Ferrari-Rennwagen und trat 2011 in der Trofeo Pirelli der Ferrari-Markenmeisterschaft an und belegte den fünften Platz in der Gesamtwertung.
2013 und 2014 startete er mit einem Ferrari 458 Italia GT3 des Teams GT-Corse und 2015 mit einem Mercedes-Benz SLS AMG GT3 von Car Collection Motorsport in der Blancpain Endurance Series. Seine beste Platzierung in der Gentlemen- bzw. AM-Wertung erreichte er 2014 mit dem Vizemeister-Titel.
2016 wechselte er in die Blancpain GT Series. Dort fuhr er zunächst im Sprint Cup und ab 2017 bis 2019 im Endurance Cup. In der GT Series erzielte er 2018 auf einem Ferrari 488 GT3 mit dem dritten Platz seine beste Gesamtwertung.
Von 2013 bis 2015 nahm er an einigen VLN-Rennen in der SP9-Wertung teil. 2015 fuhr er zusammen mit Renger van der Zande in der ADAC GT Masters mit einem Mercedes-Benz SLS AMG GT3 für das Team Car Collection Motorsport als Gaststarter beim Rennen auf dem Nürburgring.
Alexander Mattschull trat in seiner Motorsportkarriere regelmäßig bei 24-Stunden-Rennen an. Seinen ersten Langstreckeneinsatz hatte er 1995 für das Team Daytona Racing mit einem Porsche 993 Cup 3.8 RSR beim 24-Stunden-Rennen von Daytona und belegte nach Ausfall den 18. Platz.
Beim 24-Stunden-Rennen auf dem Nürburgring trat er 2010, 2013 bis 2015 und wieder 2019 an. Bei zwei Rennen kam er mit seinen Fahrer-Kollegen in die Wertung. 2010 wurde er mit einem Porsche 911 GT3 Cup (Typ 997) neunter in der SP7-Wertung und 2019 erreichte er mit einem Ferrari 488 GT3 Evo den zehnten Gesamtplatz.
In der 24H Series fuhr er 2013 beim 24-Stunden-Rennen von Barcelona und 2014 beim 24-Stunden-Rennen von Dubai, das er mit dem viert Platz beendete.

## Karriere als Unternehmer
Alexander Mattschull stieg 2007 in das von seinem Vater geführte Mode-Unternehmen Takko ein. Dort war er für verschiedene Bereiche, wie z. B. dem Produktmanagement, Qualitätsmanagement, Personalwesen, sowie Logistik, verantwortlich. Am 1. Februar 2019 hat er die Takko-Geschäftsführung (CEO) von seinem Vater übernommen.

## Statistik

### Le-Mans-Ergebnisse
| Jahr | Team            | Fahrzeug | Teamkollege   | Teamkollege | Platzierung | Ausfallgrund |
| ---- | --------------- | -------- | ------------- | ----------- | ----------- | ------------ |
| 2024 | DKR Engineering | Oreca 07 | Laurents Hörr | René Binder | Rang 21     |              |

### Einzelergebnisse in der FIA-Langstrecken-Weltmeisterschaft
| Saison | Team            | Rennwagen | 1   | 2   | 3   | 4   | 5   | 6   | 7   | 8   |
| ------ | --------------- | --------- | --- | --- | --- | --- | --- | --- | --- | --- |
| 2024   | DKR Engineering | Oreca 07  | KAT | IMO | SPA | LEM | SAO | AUS | FUJ | BAH |
| 2024   | DKR Engineering | Oreca 07  | 21  |     |     |     |     |     |     |     |